# Allt vad vi på jorden äga
Allt vad vi på jorden äga är en gammal psalm i åtta verser skriven av Petrus Brask 1682 och senare bearbetad av Johan Olof Wallin 1816. Lars Högmarck tillskrev  Haquinus Magni Ausius författarskapet och noterade i sin Psalmeographia de textförändringar som "Censores" genomförde från Johan Svedbergs text 1694. Inalles ändrade "Censores" i tre verser i denna psalm:
- v. 2: Dr Sw. 1694: Som then bleka mån aftager  och Cens. 1695:  Såsom månens lius aftager

- v. 4: Dr Sw. 1694: Hennes skien  och Cens. 1695:  Hennes fegring

- v. 6: Dr Sw. 1694: Och sin Himmel eftertrachtar  och Cens. 1695:  Himmelriket eftertrachtar.

I Högmarks biografi över Petrus Brask omnämns inte denna psalm utan han tillskriver den helt Ausius på den enkla grunden att någon tysk förlaga inte hittats. 
Psalmens första vers i 1695 års psalmbok lyder:
Allt hwad wii på jorden äga
Thet är alt förgänglighet
Hwad wij timligt öfwerväga
Är ostadig stadighet:
Wåre werck samt ord och sinne
Månde som en blixt förswinna
Efter thenna wansklighet
Följer sjiälens ewighet
Enligt 1697 års koralbok används samma melodi som till psalmen Herre, du min tröst och fromma (nr 291).

## Publicerad som
- Nr 270 i 1695 års psalmbok under rubriken "Om Werldens Wäsende / Fåfängelighet och Föracht".
- Nr 455 i 1819 års psalmbok under rubriken "Med avseende på de yttersta tingen: Längtan till det himmelska och eviga vid betraktandet av världens fåfänglighet och onda väsende".
- Nr 545 i 1937 års psalmbok under rubriken "De yttersta tingen: Livets förgänglighet och evighetens allvar".
- Nr.365 i Finlandssvenska psalmboken 1986 under rubriken "Nöd och nåd" med inledning "Allt vad vi på jorden äger".